# Авраамий (Палицын)
Авраа́мий (в миру Аве́ркий Ива́нов Па́лицын; ок. 1550, Протасьево — 13 [23] сентября 1626 или 1627, Соловецкий монастырь) — русский церковно-политический деятель, писатель и публицист. Келарь Троице-Сергиева монастыря. Племянник летописца Варлаама Палицына.

## Биография
Авраамий Палицын родился в селе Протасьеве близ Ростова около 1550 года. Происходил из старинного служилого дворянского рода Палицыных. В 1580-х годах Палицын служил воеводой в Коле и, возможно, в Холмогорах, а в конце десятилетия (в 1587 или 1588 году) подвергся опале: был сослан в Соловецкий монастырь, где бывшего воеводу постригли в монахи. По мнению ряда исследователей, этот поворот в судьбе Палицына был связан с его участием в неудачном заговоре Шуйских.
В 1594 году положение старца Авраамия (именно такое имя Палицын получил при пострижении) несколько улучшилось. Он перешёл в Троице-Сергиев монастырь, где в 1607 или 1608 году стал келарем. В период осады монастыря поляками Авраамий находился в Москве, откуда оказывал помощь осаждённым. В 1610 году, после падения Василия Шуйского, троицкий келарь отправился вместе с московским посольством под Смоленск «прошати на царство» королевича Владислава. Во время поездки Авраамию удалось получить подтверждение ряда льгот, которыми обладал монастырь. Ограничившись этим, келарь не стал отстаивать основные требования посольства (о прекращении осады Смоленска и о немедленном приезде королевича Владислава в Москву) и поспешно уехал, не удосужившись объясниться с другим участником посольства, ростовским митрополитом Филаретом. По мнению одних исследователей, отъезд Авраамия граничил «с изменой русскому национальному делу». Другие же историки, наоборот, считают, что келарь поступил благоразумно: он «предвидел, что послов за их упорство возьмут в неволю и отправят в Польшу, а потому рассудил заранее убраться».
В 1611 году келарь обратился к публицистической деятельности. Вместе с Дионисием, архимандритом Троице-Сергиева монастыря, Авраамий писал и рассылал грамоты в «смутные города», призывая к объединению для борьбы с врагом и к оказанию посильной поддержки Первому ополчению. До наших дней дошли списки трёх таких грамот: от июня 1611 года, от октября 1611 года и от апреля 1612 года.
Василий Ключевский отмечал большую роль Авраамия Палицына во Втором народном ополчении в Смутное время:

В рати кн. Пожарского числилось больше сорока начальных людей, все с родовитыми служилыми именами, но только два человека сделали крупные дела, да и те были не служилые люди: это — монах А. Палицын и мясной торговец К. Минин. Первый по просьбе кн. Пожарского в решительную минуту уговорил казаков поддержать дворян, а второй выпросил у кн. Пожарского 3—4 роты и с ними сделал удачное нападение на малочисленный отряд гетмана Хоткевича, уже подбиравшегося к Кремлю со съестными припасами для голодавших там соотчичей.

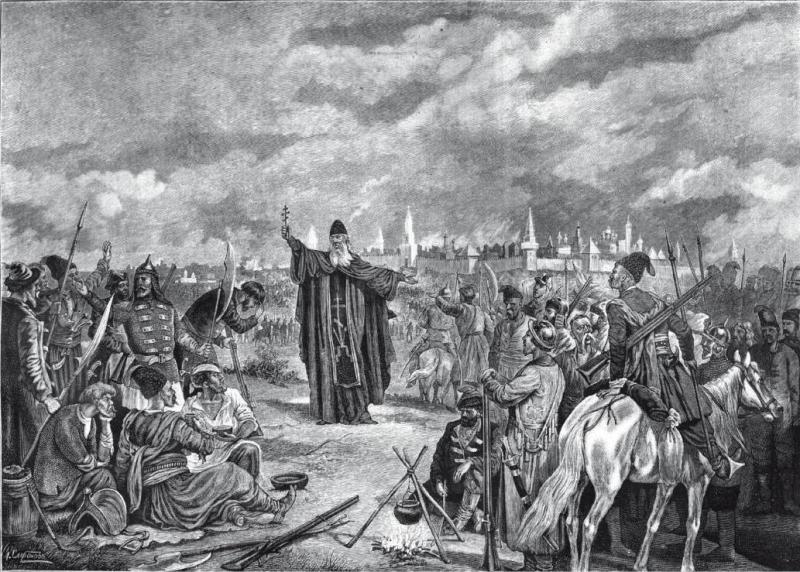
Келарь Авраамий Палицын в стане казаков Трубецкого под Москвой (24 августа 1612 г.)

Авраамий принимал активное участие в работе Земского собора 1613 года, на котором был избран первый русский царь из дома Романовых, организовал оборону Троице-Сергиева монастыря во время осады его поляками (1618), участвовал в заключении Деулинского перемирия (1618). Воцарение Михаила Фёдоровича Романова могло дополнительно упрочить положение Авраамия, однако этого не произошло: в 1620 году старец внезапно вернулся туда, где начиналась его духовная карьера, — в Соловецкий монастырь. В каком статусе приехал туда инок (как ссыльный? как человек, добровольно ушедший на покой?) и в чём причины такого поворота событий, — неясно. Игорь Андреев утверждал, что вернувшийся из плена патриарх Филарет решил свести с Авраамием счёты, обвинил его в злоупотреблениях и отправил в ссылку. Ничем не аргументированная, эта точка зрения не нашла поддержки у современных исследователей: так, Янкель Солодкин заметил, что, по всей вероятности, «знаменитому келарю в самом деле не удалось поладить со своенравным патриархом», однако нет никаких оснований связывать отъезд Палицына с его «поведением в смоленском посольстве».
Авраамий Палицын скончался 23 сентября (3 октября) 1626 или 1627 года.

## Творчество
Литературное наследие келаря Авраамия включает три грамоты, которые были написаны им в соавторстве с архимандритом Дионисием (Зобниновским), а также «Историю в память впредъидущим родом» (полное название — «История в память впредъидущим родом, да не забвенна будут благодеяния Божия, иже показа нам Мати Слова Божия, от всей твари благословенная приснодевая Мария; и како соверши обещание свое к преподобному Сергию, еже яко неотступна буду от обители твоея»). Ранняя редакция начальных глав этого произведения относится к январю — маю 1619 года, а окончательная версия всего литературного памятника в целом — к 1620 году.

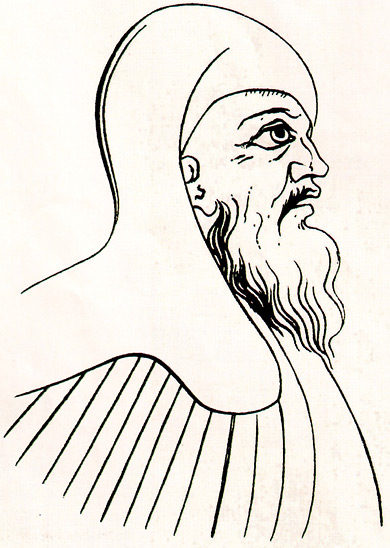
Портрет Авраамия Палицына XVII в.

«История…» состоит из 86 глав, которые могут быть условно объединены в три части.
- Первая часть (главы 1—6) описывает события от смерти Ивана Грозного до начала осады Троице-Сергиева монастыря[22] и ставит вопрос о причинах Смуты[23]. По мнению Я. Г. Солодкина, первоначальная редакция этих глав была написана при участии патриарха Филарета[13]; по мнению О. А. Державиной, Авраамий воспользовался текстом анонимного «Сказания, киих ради грех попусти Господь праведное свое наказание…» (1612?)[23].
- Вторая часть (главы 7—57) посвящена Троицкой осаде[22].
- Третья часть (главы 58—86) лаконично повествует о последовавших за тем событиях (по 1618 год)[22].

Каждая часть «Истории…» существовала в рукописной традиции на правах самостоятельного произведения, причём вторая, известная как «Сказание об осаде Троице-Сергиева монастыря», не утратила этот статус даже после первой публикации. Главы, входящие в состав «Сказания…», представляют собой самостоятельное сочинение, имеющее завершённый сюжет, вступление и заключение. Эта часть «Истории…» пользовалась огромной популярностью в XVII—XIX веках: в указанный период появилось около 226 её списков.
По мнению исследователей, «История в память впредъидущим родом» является одним из самых ярких литературных произведений Смутного времени. Её ценность как исторического источника вызывает более разноречивые суждения. Н. М. Карамзин считал сведения «Истории…» абсолютно достоверными, а её автора охарактеризовал как «летописца <…> беспристрастного». Однако ещё Н. И. Новиков заметил: «Слог <…> в сей книге больше витиеватый, нежели сходный со историческою правдою». К этому же выводу впоследствии пришёл и Н. И. Костомаров, попутно отметивший, что учёный инок «не был очевидцем осады монастыря и писал по слухам и преданиям». Сомнения в достоверности сообщаемых Авраамием сведений высказывали также Д. П. Голохвастов и И. Е. Забелин. Несколько иначе оценил «Историю…» С. И. Кедров, посвятивший жизни и деятельности Авраамия Палицына обширную монографию и ряд статей. По мнению учёного, троицкий келарь в самом деле «нарушает рамки исторической объективности», преувеличивая свои заслуги. Но даже с учётом этого недостатка «История в память впредъидущим родом» обладает очень большой познавательной ценностью, так как «даёт обильный материал для изучения событий одной из величайших эпох русской исторической жизни».

## Образ Авраамия Палицына в культуре
Личность Авраамия Палицына привлекала внимание многих деятелей культуры, обращавшихся к истории Смутного времени. Троицкий инок является одним из героев оратории Степана Дегтярёва «Минин и Пожарский, или Освобождение Москвы» (1811), неоконченной оперы Бориса Асафьева «Минин и Пожарский» (1936—1938, либретто Михаила Булгакова) и романа Михаила Загоскина «Юрий Милославский, или Русские в 1612 году» (1829). Отдельные события жизни Авраамия запечатлены художниками А. П. Сафоновым («Келарь Авраамий Палицын в стане казаков Трубецкого под Москвой») и В. М. Васнецовым («Архимандрит Троицкой лавры преподобный Дионисий вместе с келарем Авраамием Палицыным диктуют грамоту о собрании народного ополчения для освобождения Москвы от поляков»). Кроме того, в 1913 году состоялась премьера фильма «Трёхсотлетие царствования дома Романовых», в одном из эпизодов которого появляется Авраамий Палицын; исполнителем этой роли выступил Евгений Иванов.

## Труды
- Авраамий (Палицын). Сказание о осаде Троицкого Сергиева монастыря от поляков и литвы и о бывших потом в России мятежах. — 2-е изд. — М.: Синодальная тип., 1822. — 324 с.

## Галерея

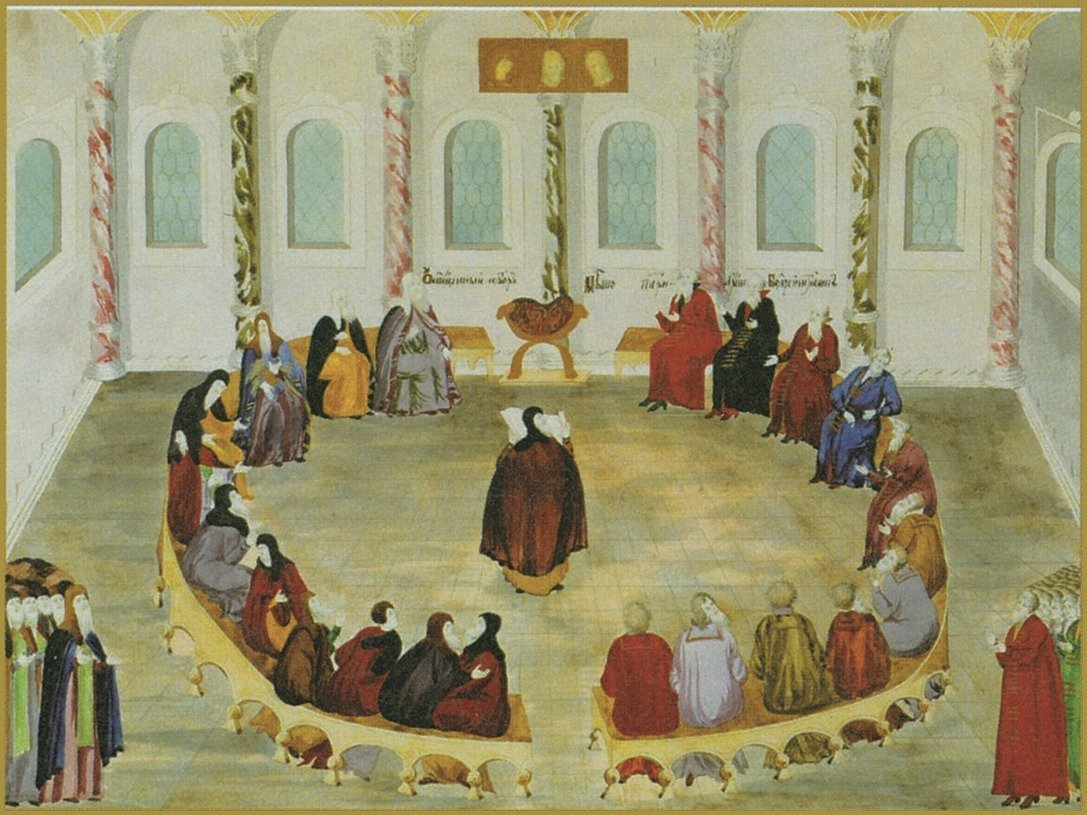
Провозглашение Авраамием Палицыным решения Земского собора об избрании на царство Михаила Фёдоровича Романова (иллюстрация из коронационного альбома Михаила Фёдоровича, 1673)
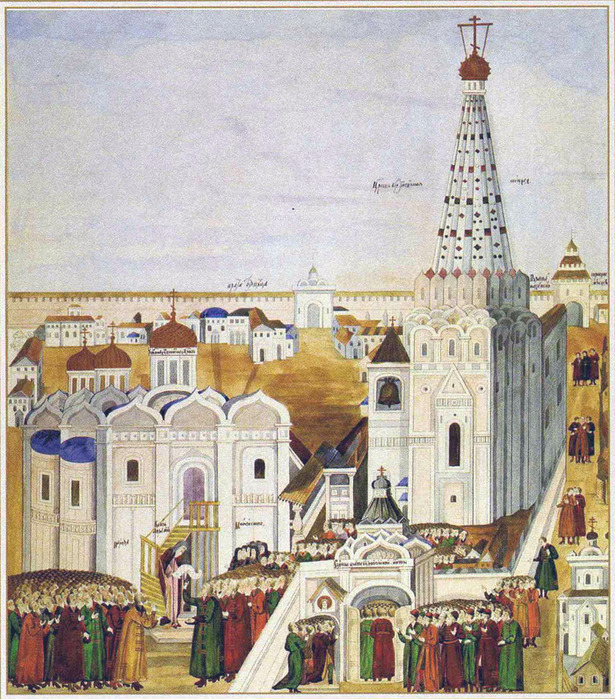
Авраамий Палицын на паперти Благовещенского собора Московского Кремля зачитывает решение об избрании на царство Михаила Фёдоровича Романова (иллюстрация из коронационного альбома Михаила Фёдоровича, 1673)
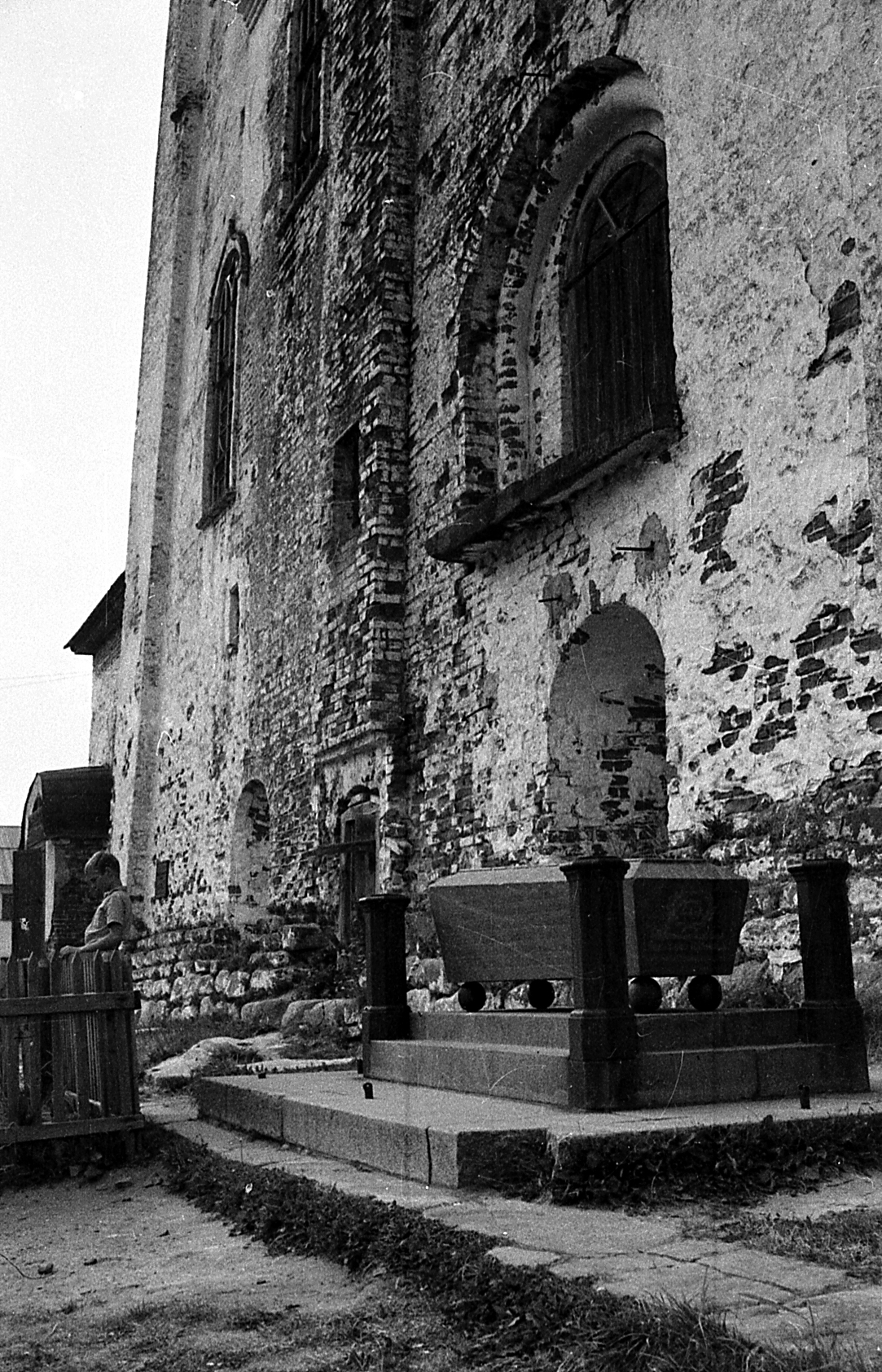
Могила Авраамия Палицына.

### Комментарии
1. ↑  Под указанным названием публиковалась и та часть «Истории…», которая посвящена Троицкой осаде, и всё сочинение целиком.